# Будівництво 442 і ВТТ
Будівництво 442 і ВТТ — підрозділ, що діяв в системі виправно-трудових установ СРСР.
Організований 18.09.51 на базі ОЛП ВТТ і Буд-ва 352;

закритий 14.05.53 (перейменований в Городське ТВ ГУЛАГу).

## Підпорядкування і дислокація
- ГУЛПС з 18.09.51;
- ГУЛАГ МЮ з 02.04.53.

Дислокація: поблизу ст. Обніно Московсько-Київської залізниці;

ст. Обніно Московсько-Київської залізниці;

м. Малоярославець Калузької області.

## Виконувані роботи
- будівництво об'єкта «В» (металургійний завод атомного проекту, Фізико-енергетичний інститут),
- будівництво ТЕЦ, водозабору, житлових будинків, об'єкта «В-10»,
- будівництво ЛЕП від Голіцино до Наро-Фомінська, гілки газопроводу (10 км), установки «АМ»,
- будівництво «радгоспу» п/я 10/10 в районі ст. Гнєздово Західної залізниці (Смоленська обл.),
- будівництво військового містечка спеціальних частин ГУВО МГБ при установці «В-10».

## Чисельність з/к
- 01.12.51 — 2008,
- 01.01.52 — 2252,
- 01.01.53 — 2533;
- 01.03.52 — 2652